# اندری کروخلیاک
اندری کروخلیاک (روسی: Андрей Кругляк؛ زادهٔ ۲۲ آوریل ۱۹۸۶) بازیکن فوتبال اهل اوکراین است.
از باشگاه‌هایی که در آن بازی کرده‌است می‌توان به باشگاه فوتبال آرسنال کی‌یف، باشگاه فوتبال متالورگ زاپروژیا، و باشگاه فوتبال لیپایاس متالورگس اشاره کرد.